# 德州市
德州市，简称德，别称安德，是中华人民共和国山东省下辖的地级市，位于山东省西北部。市境东邻济南市、滨州市，南连聊城市，西接河北省衡水市、邢台市，北界河北省沧州市。地处黄河下游冲积平原，地势平坦，地形略有起伏，市区邻近冀、鲁两省边界。黄河流经南面边界，境内还有京杭大运河、马颊河、徒骇河等河流。市人民政府驻德城区东风东路1566号。

## 历史沿革
秦置鬲县在今德州城区东南，属济北郡。两汉及魏晋鬲县属平原郡。西汉置安德县在今陵城区东南，属平原郡。北魏年间，安德县为平原郡治，徙鬲县至今陵城区，北齐省鬲县。隋开皇九年（589年）置德州，治安德县，即今陵城区；又分置将陵县于今陵城区北。大业初年，改德州为平原郡。
唐初复为德州，天宝元年（742年）复改为平原郡，乾元元年（758年）复为德州。北宋移将陵县至今德城区。元宪宗三年（1253年）升将陵县置陵州，至元二年（1265年）改置为陵县，翌年复改为陵州。宋代至元代安德县仍为德州治。明洪武元年（1368年）省安德县入德州，降陵州为陵县，洪武七年（1374年）移德州至故陵县，即今德州城区，属济南府；洪武十三年（1380年）置陵县于今陵城区，属济南府。清代因之。
民国二年（1913年）废德州为德县，属东临道。1928年直属山东省。中华人民共和国成立后，1950年5月始建德州专区，由渤海行署区的沧南、泺北两专区合并而成。1952年10月，河北省的恩县、武城、夏津3县划回德州专区；吴桥、东光、南皮、庆云、宁津、盐山6县划回河北省；撤销陵县，并入德县。
1956年，撤销德州专区，辖县分別划归惠民、聊城两专区，同时撤销德平县和恩县。1961年7月，恢复德州专区，同年10月改德县为陵县。1964年12月，河北省的宁津、庆云两县划入德州专区。1967年德州专区改为德州地区。1989年12月，将商河、济阳两县划归济南市。1994年12月，撤销德州地区，改设地级德州市，原县级德州市改为德城区。
1998年，山东省人民政府批准设立省级德州经济开发区。2006年，设立省级德州运河经济开发区。2014年7月，山东省人民政府批准，禹城高新技术产业开发区更名为德州高新技术产业开发区。2015年国务院批准，德州（禹城）高新技术产业开发区升级为国家级高新区。这是全国第六家，全省第一家设在县级城市的国家级高新区。
2014年12月，撤销陵县，设立德州市陵城区。

## 地理
地处华北平原，位于山东省西北部，京杭大运河边上，是京沪线、石德铁路、京沪高铁、青太客运专线、德龙烟铁路（在建）上重要的中等城市及全国重要的交通枢纽之一，2011年名列中国城市GDP总量第71位，《福布斯》中文版发布的2013年度 “中国大陆最佳商业城市排行榜”第84位。德州物产丰富，盛产棉花和西瓜，尤以“德州西瓜”、“德州扒鸡”、“乐陵金丝小枣”、“德州黑驴”闻名。

### 气候
| 1981–2010年间德州市的平均气象数据 | 1981–2010年间德州市的平均气象数据 | 1981–2010年间德州市的平均气象数据 | 1981–2010年间德州市的平均气象数据 | 1981–2010年间德州市的平均气象数据 | 1981–2010年间德州市的平均气象数据 | 1981–2010年间德州市的平均气象数据 | 1981–2010年间德州市的平均气象数据 | 1981–2010年间德州市的平均气象数据 | 1981–2010年间德州市的平均气象数据 | 1981–2010年间德州市的平均气象数据 | 1981–2010年间德州市的平均气象数据 | 1981–2010年间德州市的平均气象数据 | 1981–2010年间德州市的平均气象数据 |
| 月份                              | 1月                               | 2月                               | 3月                               | 4月                               | 5月                               | 6月                               | 7月                               | 8月                               | 9月                               | 10月                              | 11月                              | 12月                              | 全年                              |
| --------------------------------- | --------------------------------- | --------------------------------- | --------------------------------- | --------------------------------- | --------------------------------- | --------------------------------- | --------------------------------- | --------------------------------- | --------------------------------- | --------------------------------- | --------------------------------- | --------------------------------- | --------------------------------- |
| 平均高温 °C（°F）                 | 3.4 (38.1)                        | 7.2 (45.0)                        | 13.4 (56.1)                       | 21.3 (70.3)                       | 26.9 (80.4)                       | 31.5 (88.7)                       | 31.8 (89.2)                       | 30.6 (87.1)                       | 27.0 (80.6)                       | 21.0 (69.8)                       | 12.1 (53.8)                       | 5.1 (41.2)                        | 19.3 (66.7)                       |
| 日均气温 °C（°F）                 | −1.8 (28.8)                       | 1.6 (34.9)                        | 7.6 (45.7)                        | 15.2 (59.4)                       | 21.0 (69.8)                       | 25.8 (78.4)                       | 27.2 (81.0)                       | 26.0 (78.8)                       | 21.5 (70.7)                       | 15.0 (59.0)                       | 6.7 (44.1)                        | 0.3 (32.5)                        | 13.8 (56.9)                       |
| 平均低温 °C（°F）                 | −5.6 (21.9)                       | −2.7 (27.1)                       | 2.8 (37.0)                        | 9.9 (49.8)                        | 15.6 (60.1)                       | 20.5 (68.9)                       | 23.2 (73.8)                       | 22.2 (72.0)                       | 17.0 (62.6)                       | 10.4 (50.7)                       | 2.5 (36.5)                        | −3.4 (25.9)                       | 9.4 (48.9)                        |
| 平均降水量 mm（）                 | 2.9 (0.11)                        | 6.1 (0.24)                        | 11.3 (0.44)                       | 20.4 (0.80)                       | 38.5 (1.52)                       | 68.5 (2.70)                       | 158.4 (6.24)                      | 121.3 (4.78)                      | 40.7 (1.60)                       | 29.5 (1.16)                       | 11.1 (0.44)                       | 3.4 (0.13)                        | 512.1 (20.16)                     |
| 平均相對濕度（％）                | 58                                | 54                                | 52                                | 54                                | 60                                | 60                                | 76                                | 78                                | 70                                | 65                                | 64                                | 61                                | 63                                |
| 来源：中国气象数据网              |                                   |                                   |                                   |                                   |                                   |                                   |                                   |                                   |                                   |                                   |                                   |                                   |                                   |

## 政治

### 现任领导
| 机构     | · 中国共产党 · 德州市委员会 | 德州市人民代表大会 常务委员会 | 德州市人民政府    | · 中国人民政治协商会议 · 德州市委员会 |
| 职务     | 书记                        | 主任                          | 市长              | 主席                                  |
| -------- | --------------------------- | ----------------------------- | ----------------- | ------------------------------------- |
| 姓名     | 田卫东                      | 田卫东                        | 朱开国            | 卜祥联                                |
| 民族     | 汉族                        | 汉族                          | 汉族              | 汉族                                  |
| 籍贯     | 山东省巨野县                | 山东省巨野县                  | 山东省枣庄市      |                                       |
| 出生日期 | 1968年9月（56歲）           | 1968年9月（56歲）             | 1973年2月（52歲） | 1965年7月（59歲）                     |
| 就任日期 | 2021年4月                   | 2022年2月                     | 2022年1月         | 2022年2月                             |

### 历任领导
| 市委书记 - 张惠来（1995年4月－1996年9月） - 莫振奎（1996年9月－1997年12月） - 赵克志（1997年12月－2001年1月） - 黄胜（2001年1月－2007年3月） - 雷建国（2007年3月－2011年1月） - 吴翠云（2011年1月－2015年7月） - 陈勇（2015年7月－2019年12月） - 李猛（2019年12月－2021年4月） - 田卫东（2021年4月－） | 市长 - 莫振奎（1995年4月－1995年8月） - 黄胜（1995年8月－2001年1月） - 孙永春（2001年1月－2006年3月） - 吴翠云（2006年3月－2011年1月） - 陈先运（2011年1月－2013年2月） - 杨宜新（2013年2月－2015年4月） - 陈飞（2015年4月－2018年12月） - 刘炳国（2019年3月－2019年11月） - 杨洪涛（2019年12月－2021年8月） - 朱开国（2022年1月－） |

### 行政区划
德州市现辖2个市辖区、7个县，代管2个县级市。
- 市辖区：德城区、陵城区
- 县级市：乐陵市、禹城市
- 县：宁津县、庆云县、临邑县、齐河县、平原县、夏津县、武城县

此外，德州市设立以下经济开发区：德州经济技术开发区、德州运河经济开发区。

## 人口
2022年末，全市常住人口557.49万人，其中城镇人口308.07万人。常住人口城镇化率为55.26%，比上年末提高0.86个百分点。2022年人口出生率5.17‰，死亡率5.94‰，自然增长率-0.77‰。
根据2020年第七次全国人口普查，全市常住人口为5,611,194人。同第六次全国人口普查的5,568,235人相比，十年共增加了42,959人，增长0.77%，年平均增长率为0.08%。其中，男性人口为2,821,403人，占总人口的50.28%；女性人口为2,789,791人，占总人口的49.72%。总人口性别比（以女性为100）为101.13。0－14岁的人口为1,092,033人，占总人口的19.46%；15－59岁的人口为3,356,051人，占总人口的59.81%；60岁及以上的人口为1,163,110人，占总人口的20.73%，其中65岁及以上的人口为859,848人，占总人口的15.32%。居住在城镇的人口为2,990,953人，占总人口的53.3%；居住在乡村的人口为2,620,241人，占总人口的46.7%。
根据2010年第六次全国人口普查，全市常住人口为556.82万人，与第五次全国人口普查相比，十年共增加了27.45万人。增长5.19%，年平均增长0.51%。其中，男性为281.87万人，占总人口的50.62%；女性为274.95万人，占总人口的49.38%，总人口性别比（以女性为100）为102.52。0－14岁的人口为92.69万人，占16.65%；15－64岁的人口为414.68万人，占74.47%；65岁及以上的人口为49.45万人，占8.88%。

### 民族
全市常住人口中，汉族人口为5,534,830人，占98.64%；各少数民族人口为76,364人，占1.36%。与2010年第六次全国人口普查相比，汉族人口增加40,821人，增长0.74%，占总人口比例下降0.03个百分点；各少数民族人口增加2,138人，增长2.88%，占总人口比例增加0.03个百分点。

## 交通
德州是华北交通的关键地点，历史上和当前都有众多重要交通线路途径德州。京杭运河由德州市经过，目前则是众多铁路和高速公路的交汇处。

### 铁路
- 京沪线、京沪高铁、石济客运专线、石德线

### 高速公路
- 京台高速、 衡德高速、德上高速、京沪高速、青银高速、东吕高速、济聊高速、济南绕城高速、滨德高速公路、京德高速、德郓高速（在建）

### 国道
- 104国道、 308国道、 309国道、 340国道、 105国道

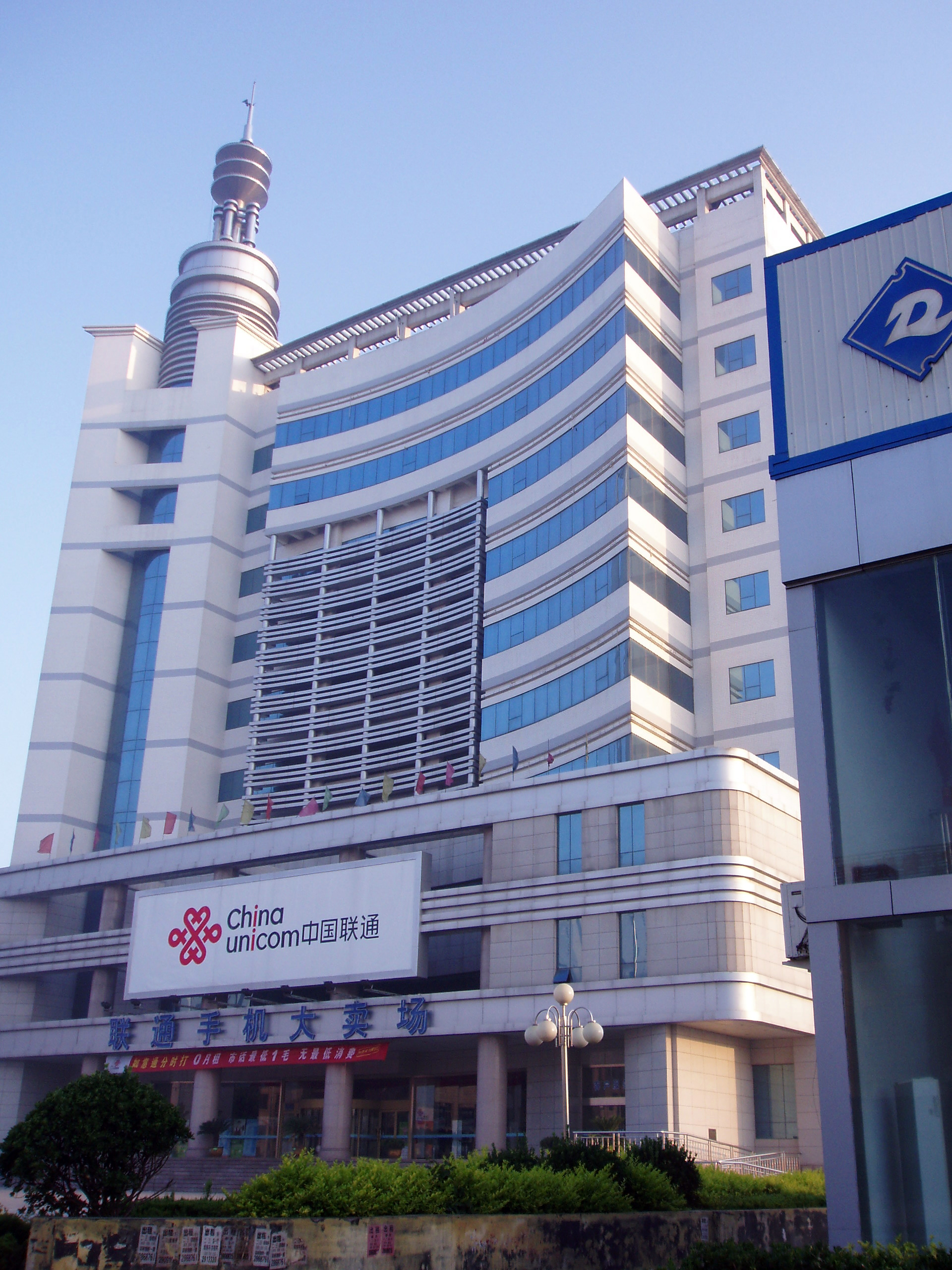
德州聯通大賣場
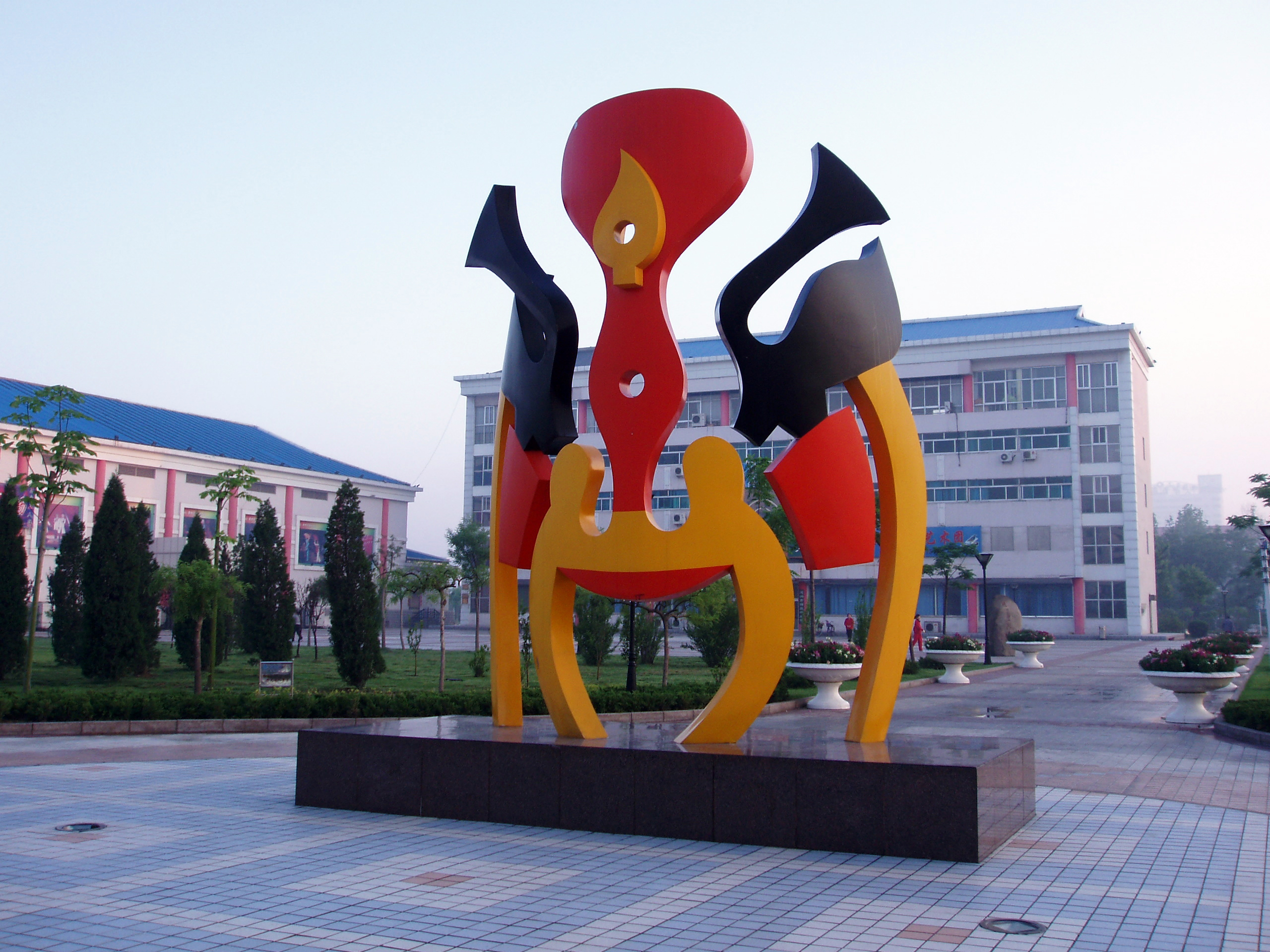
臉譜標
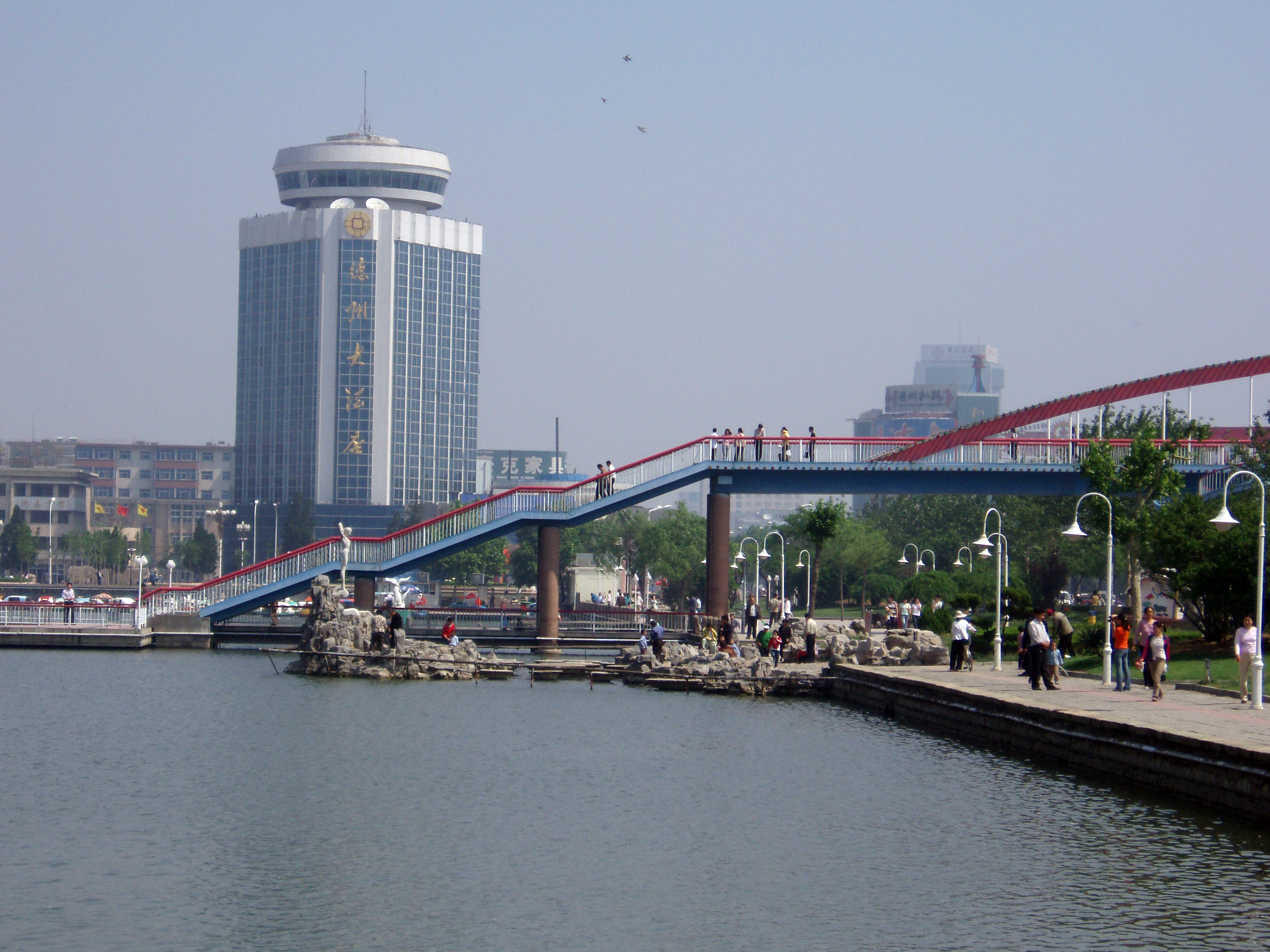
德州大酒店
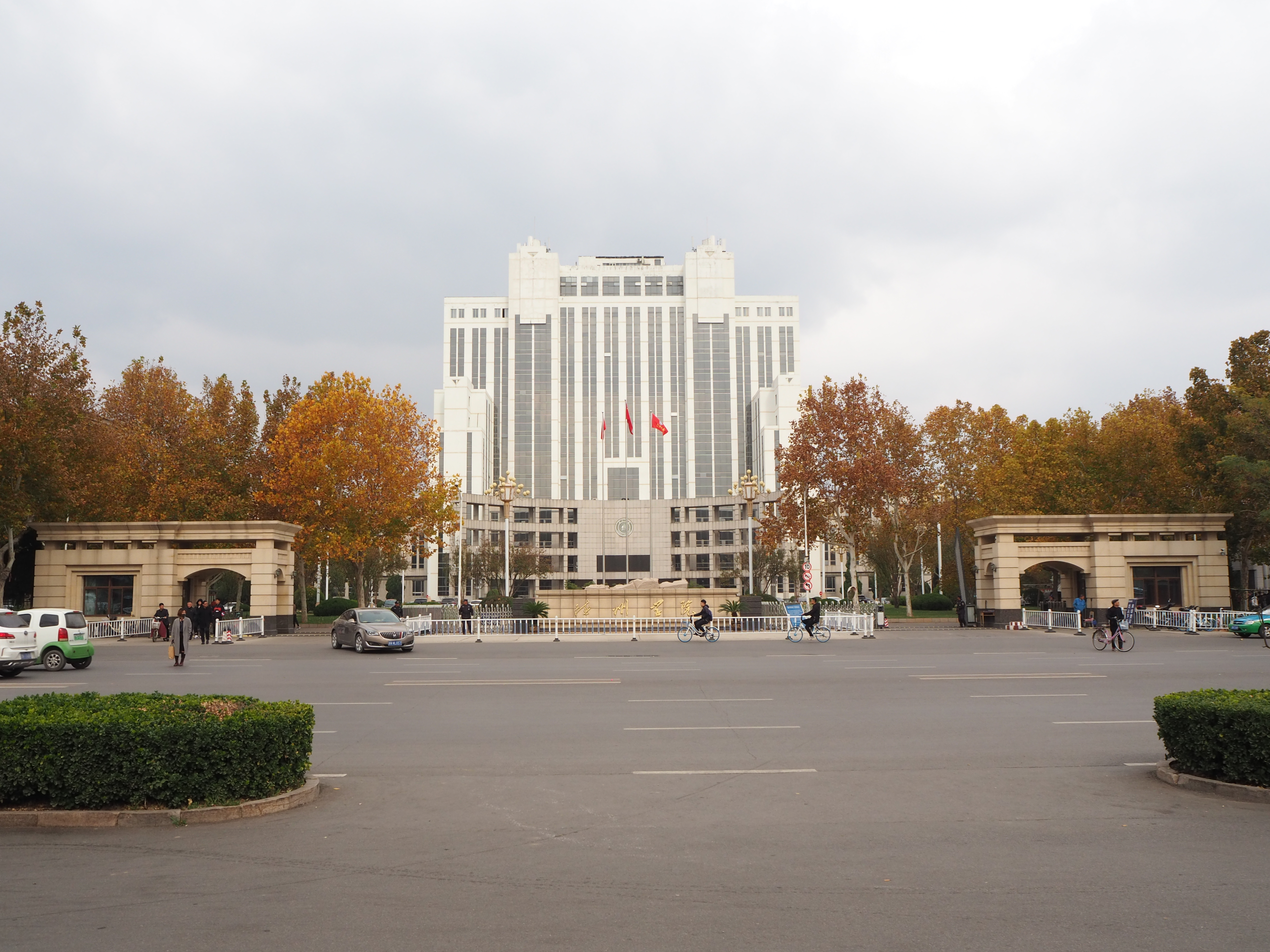
德州学院
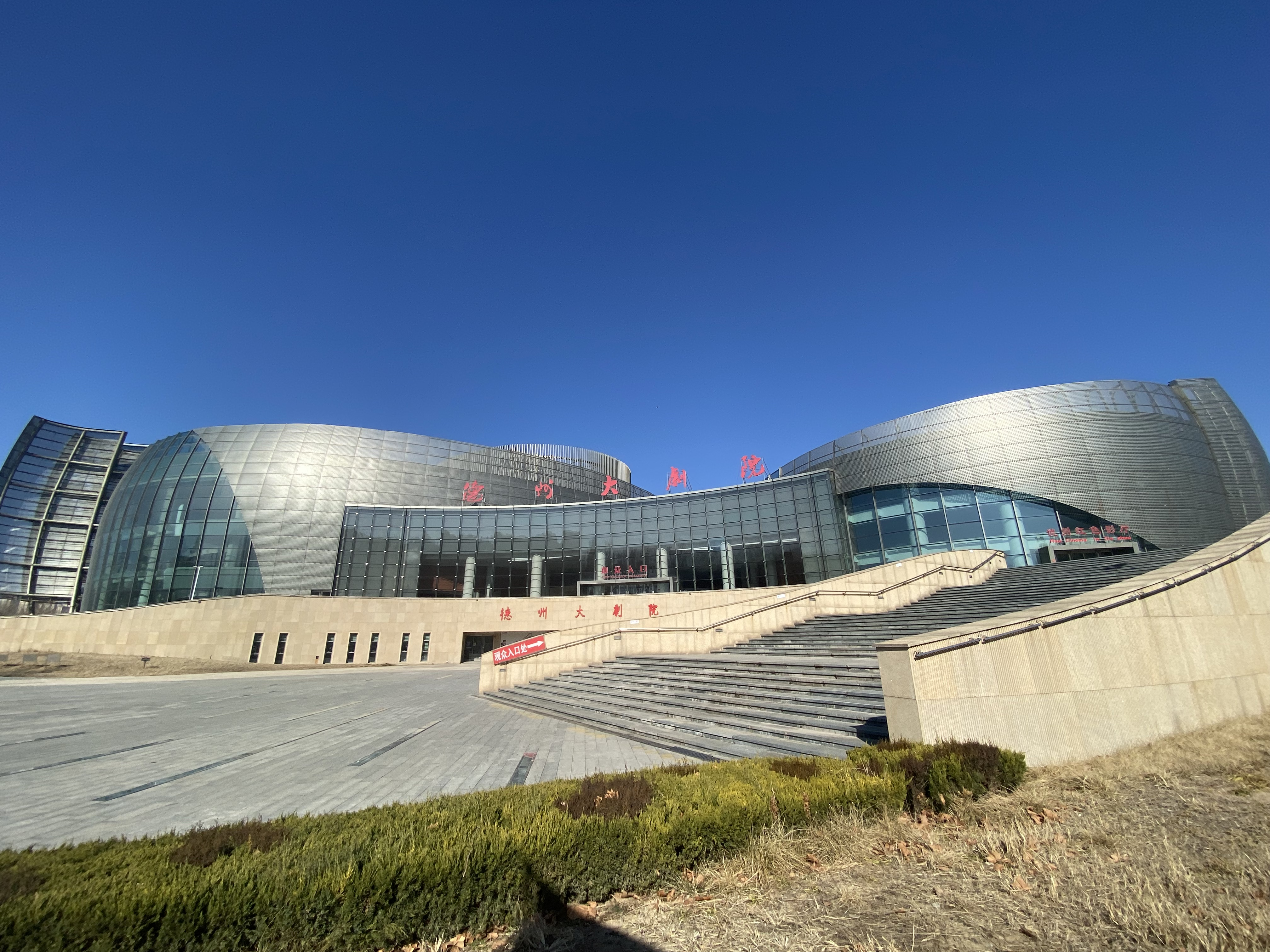
德州大剧场
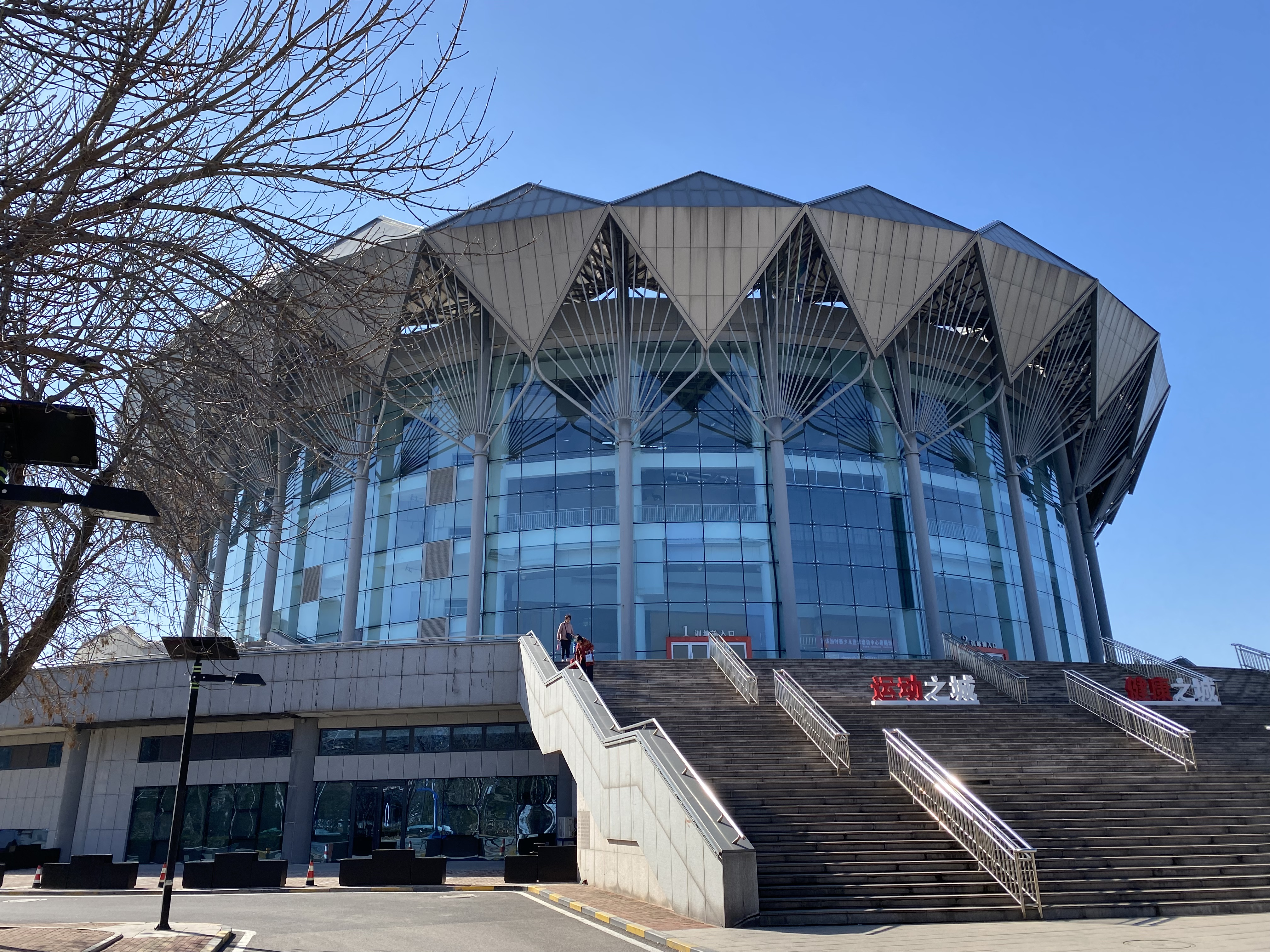
德州体育馆
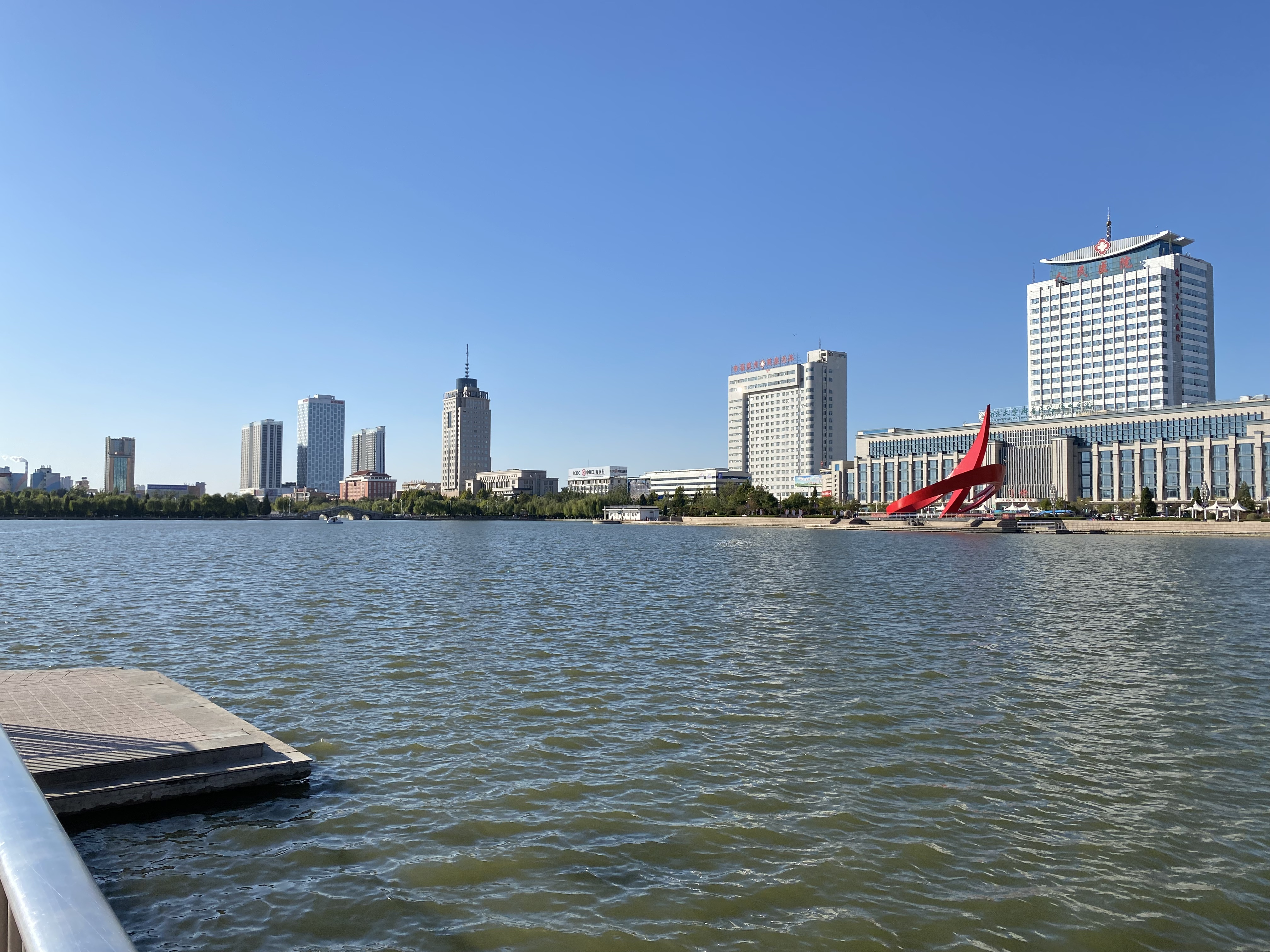
新湖
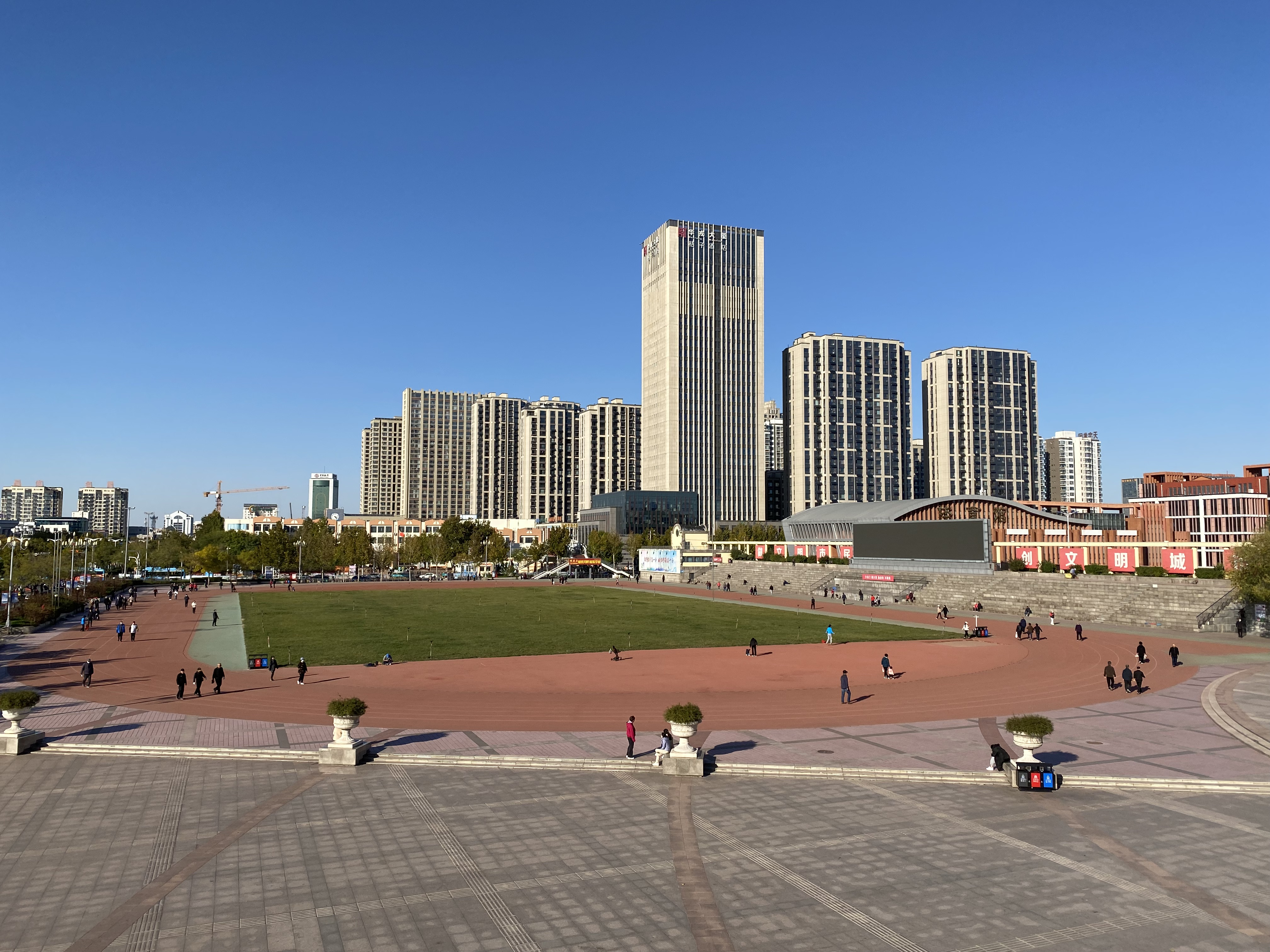
市民体育场
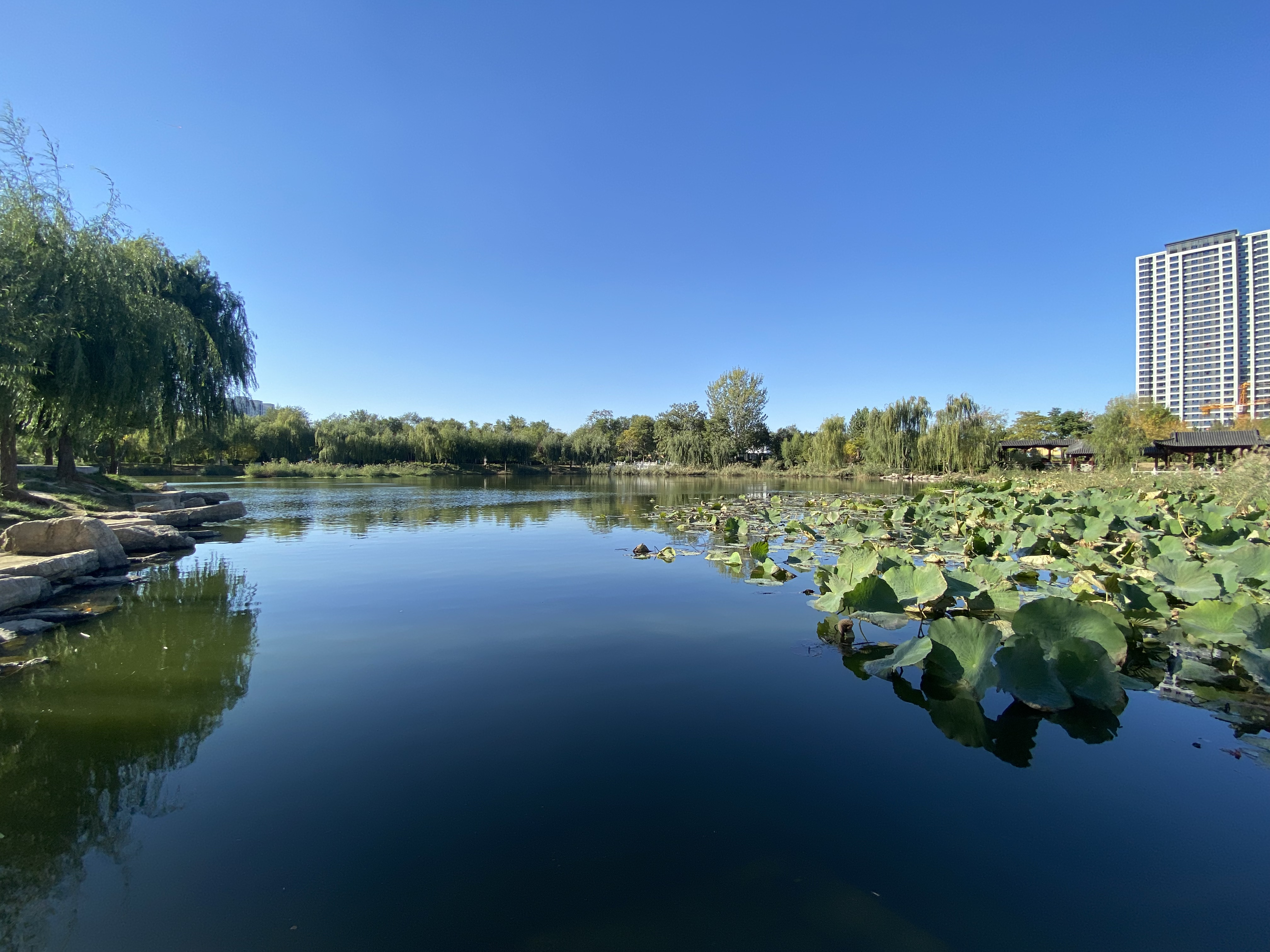
运河公园
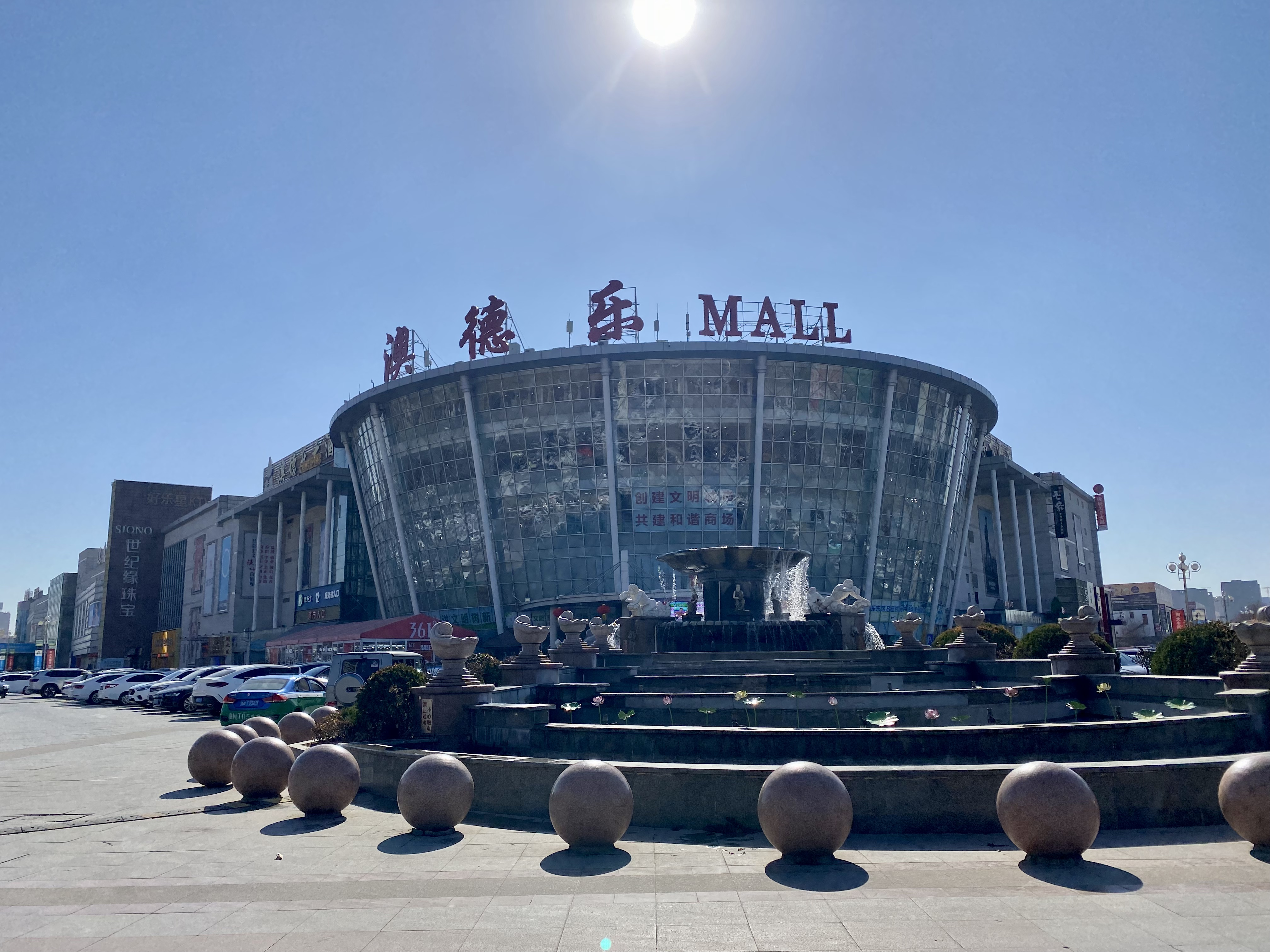
澳德乐商场

## 全国重点文物保护单位
- 苏禄王墓

## 教育
德州市的教育程度在山东省处于中游水平。教育质量较好的学校多位于德城区内。德州学院（公办本科院校）为德州市主要的高等教育机构。德州市比较有名的学校有：德州一中、德州五中、德州九中、乐陵市实验中学、武城二中、德州市实验小学、德州学院、山东华宇工学院（民办本科院校）等。

### 高等教育院校
- 德州学院
- 山东华宇工学院
- 山东农业工程学院（齐河校区）
- 德州职业技术学院
- 德州科技职业学院（禹城）
- 德州工程职业学院
- 山东文化艺术职业学院（齐河）

## 友好城市
- 别尔哥罗德(2023年起)[12]